# Peru op de Olympische Zomerspelen 1976
Peru nam deel aan de Olympische Zomerspelen 1976 in  Montréal, Canada. Voor de zesde achtereenvolgende keer werd er geen medaille gewonnen.

## Deelnemers en resultaten
v = vrouwen

### Atletiek
| Olympiër      | Discipline      | Resultaat | Prestatie |
| ------------- | --------------- | --------- | --- |
| Edith Noeding | 110m horden (v) | 20e       | serie 4: 5de in 14,14                                                                                          |
| Edith Noeding | vijfkamp (v)    | DNF       | 100m horden: 14de in 14,06 kogelstoten: 15de met 11,41m hoogspringen: 16de met 1,64m verspringen: niet gestart |

### Volleybal
| Olympiër | Discipline | Resultaat | Prestatie |
| --- | ---------- | --------- | --- |
| Mercedes Gonzales María Cardenas Teresa Núñez Irma Cordero Ana Carrillo Luisa Merea Delia Cordova Silvia Quevedo Luisa Fuentes María Del-Risco María Cervera María Ostolaza | zaal (v)   | 7e        | groep A: 3de W van Canada: 3-2 (12-15, 15-4, 15-10, 7-15, 15-12) V van Japan: 0-3 (7-15, 4-15, 9-15) V van Hongarije: 1-3 (15-7, 8-15, 3-15, 14-16) 5-8ste plek: V van DDR: 2-3 (11-15, 9-15, 15-8, 15-8, 8-15) 7-8ste plek: W van Canada: 3-1 (15-9, 12-15, 15-4, 15-7) |

| Groep A |           |             |             |             |             |             |             |        |        |        |        |
| #       | Land      | Wedstrijden | Wedstrijden | Wedstrijden | Wedstrijden | Wedstrijden | Wedstrijden | Punten | Punten | Punten | Punten |
| #       | Land      | G           | W           | V           | SW          | SV          | SR          | SPW    | SPL    | Saldo  | Punten |
| 1       | Japan     | 3           | 3           | 0           | 9           | 0           | +9          | 135    | 43     | +92    | 6      |
| 2       | Hongarije | 3           | 2           | 1           | 6           | 5           | +1          | 120    | 132    | -12    | 5      |
| 3       | Peru      | 3           | 1           | 2           | 4           | 8           | -4          | 124    | 154    | -30    | 4      |
| 4       | Canada    | 3           | 0           | 3           | 3           | 9           | -6          | 113    | 163    | -50    | 3      |

| Ronde       | Datum    | Plaats    | Land | Score | Land |
| ----------- | -------- | --------- | ---- | ----- | ---- |
| Groepsfase  |          |           |      |       |      |
| 19 juli     | Montréal | Canada    | 2-3  | Peru  |      |
| 21 juli     | Montréal | Peru      | 0-3  | Japan |      |
| 23 juli     | Montréal | Hongarije | 3-1  | Peru  |      |
| 5-8ste plek |          |           |      |       |      |
| 26 juli     | Montréal | Peru      | 2-3  | DDR   |      |
| 7-8ste plek |          |           |      |       |      |
| 27 juli     | Montréal | Canada    | 1-3  | Peru  |      |

Amerikaanse Maagdeneilanden · Andorra · Antigua en Barbuda · Argentinië · Australië · Bahama's · Barbados · België · Belize · Bermuda · Bolivia · Bondsrepubliek Duitsland · Brazilië · Bulgarije · Canada · Chili · Colombia · Costa Rica · Cuba · Denemarken · Dominicaanse Republiek · Duitse Democratische Republiek · Ecuador · Egypte · Fiji · Filipijnen · Finland · Frankrijk · Griekenland · Groot-Brittannië · Guatemala · Haïti · Honduras · Hongarije · Hongkong · Ierland · IJsland · India · Indonesië · Iran · Israël · Italië · Ivoorkust · Jamaica · Japan · Joegoslavië · Kaaimaneilanden · Kameroen · Koeweit · Libanon · Liechtenstein · Luxemburg · Maleisië · Marokko · Mexico · Monaco · Mongolië · Nederland · Nederlandse Antillen · Nepal · Nicaragua · Nieuw-Zeeland · Noord-Korea · Noorwegen · Oostenrijk · Pakistan · Panama · Papoea-Nieuw-Guinea · Paraguay · Peru · Polen · Portugal · Puerto Rico · Roemenië · San Marino · Saoedi-Arabië · Senegal · Singapore · Sovjet-Unie · Spanje · Suriname · Thailand · Trinidad en Tobago · Tsjecho-Slowakije · Tunesië · Turkije · Uruguay · Venezuela · Verenigde Staten · Zuid-Korea · Zweden · Zwitserland